# Qualificazioni al campionato europeo maschile di calcio 1984 - Gruppo 4
Il Gruppo 4 delle qualificazioni al campionato europeo di calcio 1984 ha incluso quattro squadre e vide la vittoria finale della Jugoslavia, che precedendo il Galles di un punto ebbe accesso alla fase finale.

## Classifica
| Team       | G | V | N | P | RF | RS | DR | PT |
| ---------- | - | - | - | - | -- | -- | -- | -- |
| Jugoslavia | 6 | 3 | 2 | 1 | 12 | 11 | +1 | 8  |
| Galles     | 6 | 2 | 3 | 1 | 7  | 6  | +1 | 7  |
| Bulgaria   | 6 | 2 | 1 | 3 | 7  | 8  | -1 | 5  |
| Norvegia   | 6 | 1 | 2 | 3 | 7  | 8  | −1 | 4  |

## Incontri
| Arbitro: | Joël Quiniou |

|          |           |  |
| Rush 30’ | Marcatori |  |

| Arbitro: | Alojzy Jarguz |

|                                           |           |           |
| Tom Lund 5’ Larsen Økland 67’ Hareide 88’ | Marcatori | 74’ Savić |

| Arbitro: | Antonios Vassaras |

|                           |           |                                       |
| Velichkov 13’ Nikolov 68’ | Marcatori | 17’ (rig.) Thoresen 66’ Larsen Økland |

| Arbitro: | Paolo Casarin |

|  |           |               |
|  | Marcatori | 36’ Stojković |

| Arbitro: | Alexis Ponnet |

|                                                   |           |                                       |
| Cvetković 14’ Živković 17’ Kranjčar 37’ Ješić 66’ | Marcatori | 6’ Flynn 38’ Rush 70’ Jones 80’ James |

| Arbitro: | Siegfried Kirschen |

|             |           |  |
| Charles 72’ | Marcatori |  |

| Arbitro: | Heinz Fahnler |

|            |           |                          |
| Hareide 4’ | Marcatori | 11’ Mladenov 51’ Sirakov |

| Oslo 21 settembre 1983, ore 19:00 CET | Norvegia         | 0 – 0 referto | Galles | Ullevaal Stadion (15 899 spett.)\| Arbitro: \| Vojtech Christov \| |
| Arbitro:                              | Vojtech Christov |               |        |                                                                    |

| Arbitro: | Adolf Prokop |

|                       |           |              |
| Vujović 21’ Sušić 40’ | Marcatori | 89’ Thoresen |

| Arbitro: | Dieter Pauly |

|            |           |  |
| Gochev 54’ | Marcatori |  |

| Arbitro: | Erik Fredriksson |

|           |           |                    |
| James 54’ | Marcatori | 81’ Baždarević 81’ |

| Arbitro: | Augusto Lamo Castillo |

|                                |           |                           |
| Sušić 31’, 53’ Radanović 90+1’ | Marcatori | 28’ Iskrenov 60’ Dimitrov |

## Classifica marcatori
3 reti
- Safet Sušić

2 reti
- Åge Hareide
- Arne Larsen Økland
- Hallvar Thoresen (1 rig.)
- Robbie James
- Ian Rush

1 rete
- Georgi Dimitrov
- Plamen Nikolov
- Rusi Gochev
- Bozhidar Iskrenov
- Stoycho Mladenov
- Nasko Sirakov
- Boycho Velichkov
- Jeremy Charles
- Brian Flynn
- Joey Jones
- Mehmed Baždarević
- Zvezdan Cvetković
- Miodrag Ješić
- Zlatko Kranjčar
- Ljubomir Radanović
- Dušan Savić
- Nenad Stojković
- Zlatko Vujović
- Zvonko Živković
- Tom Lund